# سالماترچ
سالماترچ (به مجاری:  Szalmatercs) یک شهرداری در مجارستان است که در نوگراد واقع شده‌است. سالماترچ ۷٫۵۸ کیلومتر مربع مساحت و ۴۱۶ نفر جمعیت دارد.